# Slaget vid Maritsa
Slaget vid Maritsa ägde rum vid floden Maritsa nära byn Chernomen den 26 september 1371. Slaget stod mellan det osmanska riket och en enorm allierad armé av serber, bulgarer, ungrare, moldavier och valakier. Denna allierade armé stod under befäl av Serbiens kung Vukašin Mrnjavčević och hans bror Uglješa. 
Uglješa ville göra en överraskande attack mot osmanerna genom att anfalla huvudstaden Edirne, medan sultanen Murad I var i Anatolien. Den turkiska armén var mycket mindre, men utnyttjade magnifika taktiska drag och anföll den allierade arméns läger under natten. Befälhavaren Şâhin Paşa lyckades besegra den kristna armén och döda kung Vukašin och Uglješa. Makedonien och det mesta av Grekland föll under osmanskt styre efter slaget. 
Slaget var en del av den turkiska kampanjen för att erövra Balkan, vilket medförde erövring av hela Grekland.